# (5086) Demin
(5086) Demin est un astéroïde de la ceinture principale.

## Description
(5086) Demin est un astéroïde de la ceinture principale. Il fut découvert le 5 septembre 1978 à Naoutchnyï par Nikolaï Tchernykh. Il présente une orbite caractérisée par un demi-grand axe de 2,18 UA, une excentricité de 0,11 et une inclinaison de 3,4° par rapport à l'écliptique.

## Compléments